# Lee Haven Jones
Lee Haven-Jones (Mountain Ash, Rhondda Cynon Taf, 10 de juny de 1976) és un actor de cinema i director de cinema gal·lès.

## Biografia
Lee Haven Jones va néixer el juny de 1976 a Mountain Ash a Rhondda Cynon Taf al sud de Gal·les. Es va graduar amb honors en teatre a la Universitat d'Exeter i va rebre una beca de la Cameron Mackintosh Foundation per estudiar interpretació a la Royal Academy of Dramatic Art. Va completar aquest curs l'any 2000. Des de 2006, va aparèixer en un total de 45 episodis de la sèrie de televisió Caerdydd en el paper d'Emyr Tomos.
Després del documental Galesa, que es va estrenar al Regne Unit el juliol de 2015, i del curtmetratge Want It del mateix any, va dirigir sèries de televisió com 35 Diwrnod, Vera, Shetland, The Bay i Doctor Who. El seu primer llargmetratge, la pel·lícula de terror Gwledd, es va estrenar al Regne Unit l'abril de 2022.

## Filmografia
- 2010: Caerdydd (sèrie de televisió, 2 episodis)
- 2011: Alys (sèrie de televisió, 3 episodis)
- 2012: Pobol y Cwm (sèrie de televisió, 21 capítols)
- 2012–2013: The Indian Doctor (sèrie de televisió, 7 episodis)
- 2013–2016: Casualty (sèrie de televisió, 5 episodis)
- 2014: Wizards vs Aliens (sèrie de televisió, 4 episodis)
- 2015: 35 Diwrnod (sèrie de televisió, 8 episodis)
- 2015: Pethau Bychain (sèrie de televisió, 1 capítol)
- 2015: Galesa (documental)
- 2015: Tir (sèrie de televisió, 3 capítols, també com a productor)
- 2015: Want It (curtmetratge)
- 2015: Waterloo Road (sèrie de televisió, 2 episodis)
- 2017–2018: Vera (sèrie de televisió, 2 episodis)
- 2018: Shetland (sèrie de televisió, 3 episodis)
- 2019: The Bay (sèrie de televisió, 3 episodis)
- 2020–2021: Doctor Who (sèrie de televisió, 3 episodis)
- 2021: The Long Call (sèrie de televisió, 4 episodis)
- 2021: Gwledd
- 2022: Wolf (sèrie de televisió, 3 episodis)

## Premis
Premis BAFTA, Gal·les
- 2013: Premi al Millor Director Ficció (The Indian Doctor)
- 2014: Nominació a Millor director Ficció (The Indian Doctor)
- 2016: Premi al Millor Director Ficció (35 Diwrnod)
- 2019: Nominació a Millor director Ficció (The Bay)
- 2020: Nominació a Millor director Ficció (Doctor Who)[5][6]

Festival de Cinema de Londres
- 2021: Nominació al premi Sutherland al primer concurs de llargmetratges (Gwledd)[7]

Festival Internacional de Cinema Fantàstic de Neuchâtel
- 2021: Nominació al Concurs Internacional (Gwledd)
- 2021: Premi Internacional de la Crítica (Gwledd)[8][9]

Sitges Film Festival
- 2021: Nominació a Millor pel·lícula al Concurs Oficial de Fantàstic (Gwledd)[10]